# Francisco Cristóbal Antonio de Hohenzollern-Sigmaringen
El Conde Francisco Critóbal Antonio de Hohenzollern-Sigmaringen (16 de enero de 1699 en Haigerloch - 23 de noviembre de 1767 en Colonia) fue un miembro de la Casa de Hohenzollern. Fue canónigo de varios capítulos catedralicios y también primer ministro del Arzobispado Principesco de Colonia bajo el Arzobispo Clemente Augusto. Desde 1750 hasta su muerte, también fue el conde reinante de Hohenzollern-Haigerloch.

## Biografía
Era el hijo del conde Francisco Antonio de Hohenzollern-Haigerloch y su esposa Ana María Eusebia de Königsegg-Aulendorf. Su hermano mayor Fernando Leopoldo también fue varias veces canónigo de varios capítulos catedralicios, primer ministro de Colonia, y Conde reinante de Hohenzollern-Haigerloch.
En 1717, Francisco Cristóbal Antonio se convirtió en canónigo en Colonia. En 1725, se convirtió en capellán de la catedral. Desde 1726, también fue canónigo en Estrasburgo y Salzburgo. Entre 1748 y 1750, fue corobispo en Colonia y entre 1750 y 1763, fue vice deán, y también tesorero de la catedral. En 1763, sucedió a Asseburg como primer ministro bajo el Príncipe Arzobispo Clemente Augusto. También sirvió como Hofmeister, consejero de guerra, gobernador de la Diócesis de Estrasburgo y cancilleer de la Universidad de Colonia. Desde 1763, fue preboste de la Catedral de Colonia.
Murió el 23 de noviembre de 1767 y fue enterrado en la Catedral de Colonia.